# Paroster michaelseni
Paroster michaelseni är en skalbaggsart som beskrevs av Régimbart 1908. Paroster michaelseni ingår i släktet Paroster och familjen dykare. Inga underarter finns listade i Catalogue of Life.